# Canterbury-Bankstown Bulldogs
Die Canterbury-Bankstown Bulldogs sind ein australischer Rugby-League-Verein aus Sydney. Der 1934 gegründete Club zählt mit acht Meistertiteln und insgesamt 18 Teilnahmen am Grand Final zu den erfolgreichsten Teams der National Rugby League. Die in blau-weißen Trikots antretenden Bulldogs tragen ihre Heimspiele wahlweise im ANZ Stadium, im CommBank Stadium oder im Belmore Sports Ground aus.

## Geschichte
Die Canterbury-Bankstown Bulldogs wurden kurz nach ihrer Gründung in die New South Wales Rugby Football League (NSWRFL) aufgenommen und spielten 1935 ihre erste Saison in der Elite-Liga. Bereits 1938 gelang durch einen 19:6-Finalsieg gegen die Sydney Roosters der erste Titelgewinn. 1942 folgte die zweite Meisterschaft, doch schon im Jahr darauf fielen die Bulldogs, die wegen des Zweiten Weltkrieges personelle Verluste zu beklagen hatten, in den Tabellenkeller und „gewannen“ zweimal in Folge den Wooden spoon. Nach vielen Jahren ohne nennenswerte Erfolge gelang Canterbury-Bankstown 1967 durch einen sensationellen Erfolg gegen Serienmeister St. George Dragons wieder der Einzug ins Grand Final, wo man jedoch den South Sydney Rabbitohs unterlag. Nach weiteren Vize-Meisterschaften 1974 und 1979 erlebten die Bulldogs in den 1980er Jahren die erfolgreichste Ära ihrer Vereinsgeschichte. Die wegen ihres unterhaltsamen Spiels zur damaligen Zeit auch als „The Entertainers“ bekannte Mannschaft beendete im Jahr 1980 durch einen 18:4-Erfolg im Grand Final gegen die Sydney Roosters die 38-jährige Durststrecke ohne Meistertitel. 1984, 1985 und 1988 erfolgten weitere Titelgewinne. 1995 gewannen die Bulldogs ihre siebte Meisterschaft in dem inzwischen in Australian Rugby League (ARL) umbenannten Wettbewerb, entschieden sich im Zuge des Super League War allerdings für die von Rupert Murdoch ins Leben gerufene Konkurrenzliga. Nach der Fusion der Ligen zur National Rugby League hatte das Team mit einigen Schwierigkeiten zu kämpfen, so wurden 2002 wegen Verstößen gegen den Salary Cap sämtliche Punkte abgezogen und 2004 mehrere Spieler der Bulldogs der Vergewaltigung beschuldigt. Trotz dieser Turbulenzen gelang im selben Jahr, abermals gegen die Roosters, der Gewinn der achten Meisterschaft. 2014 unterlag man den South Sydney Rabbitohs im Grand Final mit 6:30 und wurde somit zum zehnten Mal Vizemeister. 2016 überstanden die Bulldogs zum bisher letzten Mal die Regular Season. Danach setzte einer Niedergang ein, der im „Gewinn“ des Wooden spoon im Jahr 2021 gipfelte.

## Fans
Die Bulldogs zählen zu den beliebtesten Vereinen im australischen Rugby League und weisen einen der höchsten Zuschauerschnitte in der NRL auf. Der Multikulturalismus in Sydneys Südwesten, der Heimat der Bulldogs, spiegelt sich auch in der Fan-Szene wider. Besonders der Bevölkerung mit griechischer und libanesischer Abstammung wird eine starke Affinität zum Verein nachgesagt.

## Erfolge
- Meisterschaften (8): 1938, 1942, 1980, 1984, 1985, 1988, 1995, 2004
- Vize-Meisterschaften (10): 1940, 1947, 1967, 1974, 1979, 1986, 1994, 1998, 2012, 2014
- Minor Premierships (7): 1938, 1942, 1947, 1984, 1993, 1994, 2012

### Teilnahmen von Spielern am NRL All-Stars Game
| Name            | Position                                              | Teilnahme(n)     | Mannschaft           |
| Yileen Gordon   | Zweite-Reihe-Stürmer, Innendreiviertel                | 2010             | Indigenous All Stars |
| Josh Morris     | Innendreiviertel, Schlussmann                         | 2010, 2013       | NRL All Stars        |
| Jamal Idris     | Zweite-Reihe-Stürmer                                  | 2011             | Indigenous All Stars |
| Ben Barba       | Verbinder, Schlussmann                                | 2011, 2012, 2013 | Indigenous All Stars |
| Michael Ennis   | Hakler                                                | 2011             | NRL All Stars        |
| Frank Pritchard | Zweite-Reihe-Stürmer, Dritte-Reihe-Stürmer            | 2012             | NRL All Stars        |
| Joel Romelo     | Hakler, Verbinder, Gedrängehalb, Dritte-Reihe-Stürmer | 2013             | Indigenous All Stars |
| James Graham    | Pfeiler                                               | 2015             | NRL All Stars        |